# Rudolf Fleck (Schauspieler)
Rudolf Fleck (* 20. November 1896 in Dresden; † 9. Dezember 1970 in Dresden) war ein deutscher Schauspieler.

## Leben
Rudolf Fleck besuchte von 1911 bis 1913 in Dresden eine Fach- und Redekunstschule, bekam dann Engagements als Schauspieler und Regisseur an den Theatern in Bautzen, Görlitz und Duisburg. Anschließend ging er nach Berlin, wo er bei den Rotterbühnen angestellt war. Bereits seit dem Ende der 1920er Jahre war er schließlich an verschiedenen Dresdner Spielstätten zu finden, so am Central-Theater, am Residenztheater, am Theater des Volkes – Städtisches Theater am Albert-Platz und ab 1949 an der Volksbühne. Von 1950 bis 1962 war Rudolf Fleck am Dresdener Staatstheater engagiert, danach arbeitet er freiberuflich.
Bei der DEFA sowie beim Deutschen Fernsehfunk wirkte er in vielen Filmen als Schauspieler mit. Auch als Sprecher für Animations- und Dokumentarfilme war er sehr gefragt.

## Filmografie
- 1951: Die Sonnenbrucks
- 1953: Geheimakten Solvay
- 1953: Das kleine und das große Glück
- 1954: Ernst Thälmann – Sohn seiner Klasse
- 1954: Hexen
- 1956: Genesung
- 1956: Thomas Müntzer – Ein Film deutscher Geschichte
- 1962: Tanz am Sonnabend – Mord?
- 1964: Geliebte weiße Maus
- 1964: Wolf unter Wölfen (Fernsehfilm – 4 Teile)
- 1968: Die Toten bleiben jung
- 1969: Nebelnacht
- 1971: Mein lieber Robinson

## Theater
- 1949:  Wsewolod Wischnewski: Optimistische Tragödie – Regie: Günther Sauer (Volksbühne Dresden)
- 1951: Nikolai Pogodin: Das Glockenspiel des Kreml – Regie: Martin Hellberg (Staatstheater Dresden)
- 1954: Wsewolod Wischnewski: Das unvergeßliche Jahr 1919 (Kommissar) – Regie: Hannes Fischer (Staatstheater Dresden)
- 1955: Friedrich Schiller: Wallenstein (Isolani) – Regie: Hannes Fischer (Staatstheater Dresden)
- 1955: Hans Lucke: Kaution (Mr. Adamo) – Regie: Fritz Wendel (Staatstheater Dresden – Kleines Haus)
- 1956: Lion Feuchtwanger: Die Witwe Capet (Hebért) – Regie: Hannes Fischer (Staatstheater Dresden)
- 1956: Günther Weisenborn: Das verlorene Gesicht – Regie: Hannes Fischer (Staatstheater Dresden)
- 1956: Jean Anouilh: Colombe – Regie: Ottofritz Gaillard (Staatstheater Dresden)
- 1957: Hans Lucke: Der Keller – Regie: Hannes Fischer (Staatstheater Dresden – Kleines Haus)
- 1960: Georg Kaiser: Nebeneinander – Regie: Ottofritz Gaillard (Staatstheater Dresden)

## Hörspiele
- 1961: Anna Elisabeth Wiede: Die Sonnenuhr (Hamster) – Regie: Flora Hoffmann (Kinderhörspiel – Rundfunk der DDR; Übernahme durch Litera, 1963)